# La Clusaz
La Clusaz este o comună în departamentul Haute-Savoie din sud-estul Franței. În 2009 avea o populație de 1.876 de locuitori.

## Evoluția populației
| An        | 1975  | 1982  | 1990  | 1999  | 2006  | 2009  |
| --------- | ----- | ----- | ----- | ----- | ----- | ----- |
| Populație | 1.695 | 1.687 | 1.845 | 2.023 | 1.920 | 1.876 |